# 津金村
津金村（つがねむら）は山梨県北巨摩郡にあった村。現在の北杜市須玉町下津金・須玉町上津金にあたる。

## 地理
- 山：斑山
- 河川：須玉川

## 歴史
- 1874年（明治7年）12月 - 巨摩郡下津金村・上津金村が合併して津金村となる。
- 1878年（明治11年）7月22日 - 郡区町村編制法の施行により、津金村が北巨摩郡の所属となる。
- 1889年（明治22年）7月1日 - 町村制の施行により、津金村が単独で自治体を形成。
- 1955年（昭和30年）3月31日 - 若神子村・穂足村・多麻村と合併して須玉町が発足。同日津金村廃止。

## 名所・旧跡・観光スポット・祭事・催事
- 海岸寺